# 타갈로그족

타갈로그족의 기

타갈로그족(Tagalog people 또는 Tagalogs)은 필리핀에서 다수를 차지하는 민족이다. 그들은 메트로 마닐라, 아우로라주, 바탄주, 바탕가스주, 불라칸주, 라구나주, 마린두케주, 누에바에시하주, 서민도로주, 동민도로주, 케손주, 리살주, 삼발레스주에서 다수를 형성하고 있다. 주요한 타갈로그 인구가 있는 다른 지방으로는 팔라완주, 누에바비스카야주, 북카마리네스주, 그리고 남카마리네스주가 있다.

## 어원

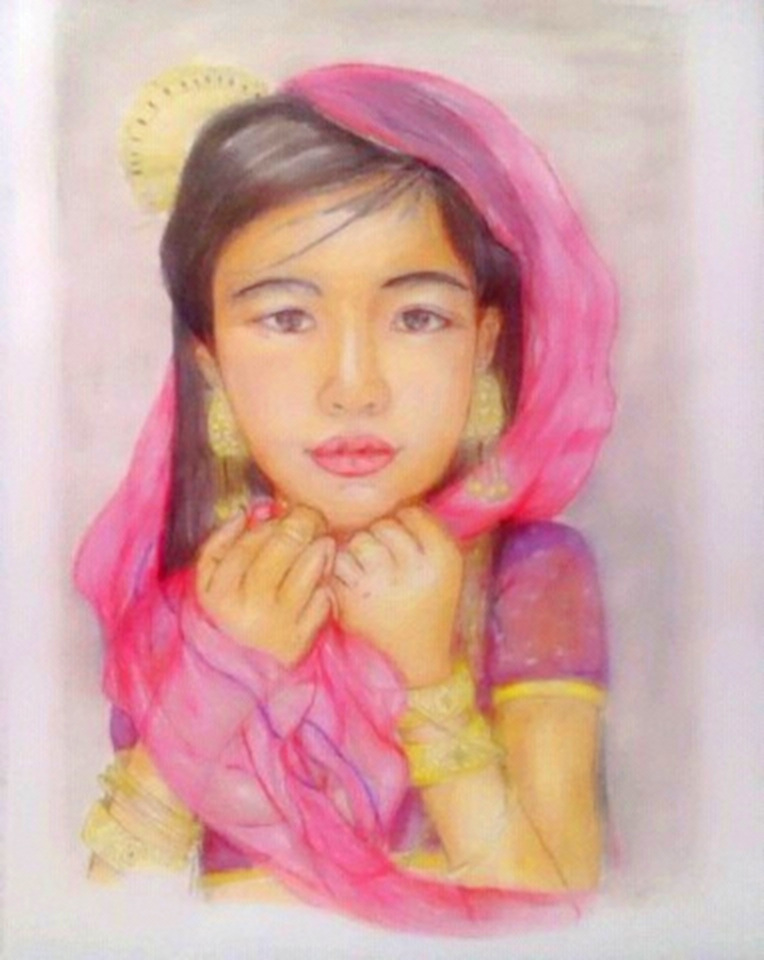
귀족 장신구의 젊은 여성이 금 장신구로 장식 된 계급의 그림.

타갈로그라는 이름은 원주민어인 ‘강을 따라 사라는 사람들’이라는 의미를 가진 타가-일로그(tagá-ilog)와 다른 용어인 ‘여울을 따라 사는 사람들’이라는 의미를 가진 ‘타가-알로그’(tagá-alog)에서 왔다. ‘타가’(tagá)라는 말은 ‘~에서 온’ 또는 ‘~의 토박이’라는 의미를 가진다.
20세기 후반에, 이 어족을 가진 집단은 그들 자신을 타갈로그라고 언급하지 못했으며, 대신 그들 자신을 ‘필리피노’라고 밝혔다. 이것은 필리핀 국어를 기반으로 사용된 그들의 언어로부터 발전해 왔던 잘못된 표기였다. 그들이 군도 전체에 행사해 왔던 지배의 명시화가 나타난 표현이었다. 최근에는 예전 흐름에 역행하여, 국가의 정체성에서 뚜렷해진 타갈로그 민족의 정체성을 부활시키려는 경향을 보여주고 있다.
1821년, 에드먼드 로버츠는 그의 필리핀 여행에 대한 비망록에서 타갈로그를 ‘타갈로어’(Tagalor)로 호칭했다.

## 같이 보기
- 필리핀의 민족